# Julian Tołłoczko
Julian Tołłoczko herbu Pobóg (ur. 24 grudnia 1864, zm. 4 maja 1922) – polski przedsiębiorca, członek Rady Centralnego Związku Polskiego Przemysłu, Górnictwa, Handlu i Finansów w 1920 roku.
Syn Edwarda Tołłoczko herbu Pobóg i Marii Marszałkowicz herbu Zadora. Od 1888 mąż Emilii hr. Badeni herbu Bończa (1869-1954). Ich synami byli Julian (1889-1904) i Stanisław (1905-1986).
Był prezesem spółki akcyjnej, której podlegała cukrownia w Kazimierzy Wielkiej. Był prezesem Związku Cukrowni Królestwa Polskiego.